# Álvaro Rodrigues de Azevedo
Álvaro Rodrigues de Azevedo (Vila Franca de Xira, 20 de março de 1825 — Lisboa, 6 de janeiro de 1898), foi um advogado, professor, político, jornalista, escritor e historiador, que viveu grande parte da sua vida na ilha da Madeira, onde contribuiu para a valorização do panorama literário e cultural. Entre a sua diversificada obra, destaca-se a publicação parcial em 1873 do manuscrito das Saudades da Terra, de Gaspar Frutuoso, com extensas notas da sua autoria que complementam e esclarecem alguns pontos acerca da história da Madeira. Apesar de ter nascido em Vila Franca de Xira, viveu na Madeira durante 26 anos e considerava a ilha como a sua pátria adoptiva.

## Biografia
Álvaro Rodrigues de Azevedo nasceu em Vila Franca de Xira, filho de António Plácido de Azevedo, natural de Benavente, e de Maria Amélia Ribeiro de Azevedo. Foi baptizado com o nome de José Rodrigues de Azevedo, mas terá mudado de nome quando ingressou na Universidade de Coimbra. Casou com Maria Justina, de quem teve geração.
Concluiu o curso de Direito na Universidade de Coimbra em 1849, na Universidade de Coimbra. Terminado o curso, concorreu, sem sucesso, a um lugar na magistratura judicial. Considerando-se injustiçado no concuros, fixou-se em Lisboa, onde durante cerca de seis anos exerceu advocacia. Tendo surgido em 1855 uma vaga de professor no Liceu Nacional do Funchal, concorreu e obteve o lugar, fixando-se na cidade do Funchal.
No Liceu Nacional do Funchal foi inicialmente nomeado professor da cadeira de «Oratória, Poética e Literatura» e depois da cadeira de «Português e Recitação». Exerceu funções docentes no Funchal durante 26 anos. Pouco depois de ter chegado à Madeira passou a ter grande actividade social e a exercer funções políticas. Foi um dos sócios fundadores, e depois secretário, da Associação de Conferências, uma agremiação composta por professores do ensino público e particular do Funchal inaugurada a 9 de maio de 1856, visando promover o desenvolvimento dos princípios da educação popular e estudar escolha dos melhores métodos de ensino.
Também em 1856 ingressou na política madeirense e passou a exercer as funções de administrador do concelho do Funchal, tendo prestado relevantes serviços no controlo da epidemia de colera morbus que naquele ano afectou a ilha com elevada taxa mortalidade. Em artigo escrito em jeito de balanço que publicou no periódico A Discussão, edição de 24 de julho de 1856, elenca as medidas tomadas pela Câmara Municipal para combater a epidemia, com destaque para a componente de apoio social, na qual fora deliberado atribuir 150$000 réis mensais para que o administrador do concelho estabelecesse uma sopa económica, a ser distribuída, uma vez por dia, aos mais necessitados.
Membro destacado do Partido Reformista, participou activamente na política madeirense, sobretudo no período agitado da vida política local que se iniciou em 1868. Para além das funções autárquicas, foi procurador à Junta Geral do Distrito do Funchal e membro do conselho de distrito. Foi também membro da mesa administrativa da Santa Casa da Misericórdia do Funchal. 
Desenvolveu grande actividade como publicista, colaborando em múltiplos periódicos madeirenses, com destaque para o Diário de Notícias da Madeira, e sido redactor dos jornais A Discussão, A Madeira, A Madeira Liberal, O Oriente do Funchal e a Revista Judicial. Os seus artigos foram de natureza variada, indo desde folhetins e artigos de crítica literária até assuntos de interesse social e político. Publicou o Almanak para a Ilha da Madeira para os anos de 1867 e de 1868.
Também se dedicou ao teatro, tendo escrito algumas peças. Entre essas escreveu uma intitulada Miguel de Vasconcelos, submetida a um concurso organizado pelo Conservatório Real de Lisboa, que não terá chegado a ser editada, mas que foi base de violente polémica travada com Inocêncio Francisco da Silva, autor do Diccionario Bibliográphico Portuguez, que no verbete referente a Álvaro Rodrigues de Azevedo dessa obra faz disso larga referência. Outra das suas produções dramáticas é a a peça intitulada A Familia do Demerarista. Drama em um Acto (1859), uma crítica de costumes madeirenses.
Também produziu obras de carácter pedagógico, destinadas aos seus alunos liceais, entre as quais se destaca o Curso Elementar de Recitação, Philologia e Redacção (1869), no qual pretende ajudar a desenvolver competências de produção linguística dos alunos.
Na vertente da história e da etnografia, as áreas do saber onde produziu as suas maiores contribuições, a sua amizade com Teófilo Braga, com quem se correspondia, teve uma grande influência no seu pensamento e escrita, sendo através dele que tomou contacto com a teoria da história positivista, em voga na época. Contou ainda com a colaboração de João Joaquim de Freitas, bibliotecário da Câmara do Funchal, que o ajudou nos trabalhos de revisão textual.
A sua maior contribuição terá sido a edição anotada do Livro II da obra Saudades da Terra do micaelense Gaspar Frutuoso, saída a público em 1873. A obra, datada da década de 1590, cujo manuscrito estava na posse de particulares que não permitiam a sua edição integral, era mal conhecida na Madeira, apesar de conter peças fundamentais para o conhecimento da fase inicial de povoamento do arquipélago.
A elaboração das 30 largas anotações que fez à obra de Gaspar Frutuoso foi um processo moroso, já que encetado em meados de 1870, demorou cerca de três anos a completar. O autor confessou a dificuldade sentida na elaboração da obra, fruto do muito trabalho de investigação de dia, e de escrita à noite, acumulado com a sua profissão. Os trabalhos de investigação foram feitos nos arquivos madeirenses, com destaque para os acervos das Câmaras Municipais do Funchal, de Santa Cruz e de Machico, da Câmara Eclesiástica, do Comando Militar e do Cabido da Sé. Também foram relevantes os textos que reuniu a partir das obras de cronistas como Zurara, João de Barros e Damião de Góis, e ainda os manuscritos do padre Netto.
Este trabalho de investigação e de consultas em livros, manuscritos ou outras fontes, contribuiu para o desenvolvimento do seu gosto pelo estudo da história da Madeira e pelas anotações que introduziu na obra «poderá ser considerado o pioneiro da historiografia hodierna na ilha. O seu trabalho publicado em anotação a As Saudades da Terra, em 1873, é modelar e surge como uma peça-chave para todos os que se debruçam sobre a história da ilha».
A publicação do Livro II das Saudades da Terra teve grande impacto em estudiosos da história madeirense, entre outros Alberto Artur Sarmento, Fernando Augusto da Silva, Eduardo Pereira e o Visconde de Porto da Cruz. A obra pode mesmo ser considerada uma base de referência para a elaboração do Elucidário Madeirense (1921). Antes do trabalho feito nas anotações de Álvaro Rodrigues de Azevedo, os estudos relativos à história do arquipélago da Madeira eram vagos, circunscrevendo-se a breves notas e estudos.
As anotações constituíram uma fonte importante para para os intelectuais da primeira metade do século XX e para a chamada Geração do Cenáculo. São muitas as referências aos apontamentos e ao nome de Álvaro Rodrigues de Azevedo que ocorrem nos volumes que compõem o Elucidário Madeirense, tendo os seus autores confessado que «são as Saudades da Terra, e sobretudo as suas valiosas e abundantes notas, o mais rico, copioso e seguro repositório de elementos que possuímos para a história do nosso arquipélago». Também outros autores referenciam as notas às Saudades da Terra como sendo bases fundamentais, entre os quais o Visconde do Porto da Cruz, na elaboração dos três volumes de Notas e Comentários para a História Literária da Madeira (1949-1953).
Ainda relativamente à história da Madeira, Álvaro Rodrigues de Azevedo foi autor de um conjunto de verbetes (“Machico”, “Machim”, “Madeira” e “Maçonaria na Madeira”), incluídos na edição de 1882 do Dicionário Universal Português Ilustrado, dirigido por Fernandes Costa.
A sua amizade com Teófilo Braga terá também contribuído para que se dedicasse ao estudo das tradições orais madeirense, especialmente dos contos e lendas. Em resultado das suas recolhas da tradição oral em múltiplas freguesias da Madeira e na ilha do Porto Santo, publicou em 1880, no Funchal, a obra que intitulou Romanceiro do Arquipélago da Madeira, um volume de 514 páginas de recolhas.
No seu romanceiro coligiu e ordenou as diversas composições por géneros, a saber, “Histórias”, “Contos” e “Jogos”, os quais, por sua vez, foram divididos em espécies. Nas “Histórias” inclui as seguintes espécies: “Romances ao divino”; “Romances profanos”; “Xácaras” e “Casos”. No género “Contos”, inclui as espécies: “Contos de fadas”; “Contos alegóricos”; “Contos de meninos”; “Lengas-lengas” e “Perlengas infantis”. Finalmente, no género “Jogos”, contemplou os “Jogos pueris” e os “Jogos de adultos”.
Apesar do grande contributo que deu para o conhecimento da história madeirense e na divulgação do romanceiro popular da ilha, não mereceu grande reconhecimento por parte dos intelectuais madeirenses coevos, o que terá contribuído para a sua decisão de abandonar a ilha ao se jubilar. Só muitos anos mais tarde é que o seu trabalho foi valorizado pelos eruditos madeirenses.
Em janeiro de 1881, após 26 anos de residência no Funchal, aposentou-se das suas funções docentes e fixou residência em Lisboa, onde viria a falecer em 1898. Após a sua morte a  Biblioteca Nacional de Lisboa adquiriu um valioso espólio, que inclui apontamentos avulsos sobre a história, o romanceiro e o cancioneiro da Madeira, materiais que coligira durante a sua residência na Madeira. Essas notas destinar-se-iam à elaboração do cancioneiro popular da Madeira, que, porém, não chegou a publicar.
Álvaro Rodrigues de Azevedo é lembrado na toponímia de uma rua de Paço de Arcos (Oeiras).  

## Obras publicadas
Entre outras, Álvaro Rodrigues de Azevedo é autor das seguintes obras:
- O Comunismo. Discurso proferido na Aula de Practica Forense da Univ. de Coimbra, em Que Se Expõe e Combate esta Doutrina (1848);
- O Livro d’Um Democrata (1848);
- A Familia do Demerarista. Drama em Um Acto (1859);
- Esboço Crítico-Litterário (1866);
- Curso Elementar de Recitação, Philologia e Redacção (1869);
- As Saudades da Terra. Pelo Doutor Gaspar Fructuoso. História das Ilhas do Porto-Sancto, Madeira, Desertas e Selvagens. (manuscrito do século XVI anotado por Álvaro Rodrigues de Azevedo) (1873);
- Corografia do Arquipélago da Madeira (1873);
- "A Casa em que Christovão Colombo Habitou na Ilha da Madeira", in Diário de Notícias da Madeira, nos n.os 181, 182 e 183 (1877);
- Romanceiro do Archipelago da Madeira (1880);
- Benavente: Estudo Histórico-Descritivo (obra póstuma, continuada e editada por Ruy d’Azevedo) (1926).